# Boquet
Boquet (en francès, Bouquet) és un municipi francès situat al departament del Gard i a la regió d'Occitània.